# David Belenguer
David Belenguer Reverte (Vilassar de Mar, 17 de dezembro de 1972) é um futebolista espanhol que atuava como zagueiro. É o atual presidente do Tondela.

## Carreira
Revelado pelo Real Madrid, Belenguer jogou 38 partidas pelo time C dos Merengues entre 1992 e 1993. Jogou também por Palamós e Leganés até 1996, quando assinou pelo Celta de Vigo, porém nunca atuou oficialmente pelo clube da Galiza, que o emprestou ao Lleida no mesmo ano. Pelos Blaus, o zagueiro disputou 22 jogos e fez 4 gols.
Após passagens pelo Albacete e pelo Extremadura, Belenguer assinou com o Betis, onde atuou por 3 temporadas antes de ser contratado pelo Getafe, que obtivera o acesso inédito à primeira divisão espanhola, em 2004. Seu primeiro gol pela equipe foi em 2005, na vitória por 4 a 3 sobre o Alavés, em setembro de 2005. Em 7 temporadas vestindo a camisa dos Azulones, Berenguer disputou 158 partidas antes de ser dispensado em 2010.
Especulava-se uma possível aposentadoria do zagueiro, mas ele voltaria ao Betis, que jogava a Liga Adelante (segunda divisão espanhola), às vésperas de completar 38 anos. Prejudicado por uma lesão nas costas, Belenguer entrou em campo apenas 20 vezes, ajudando o Betis a ser campeão e voltar à primeira divisão após 2 anos de ausência. Ele não permaneceu no elenco para a temporada 2011–12, optando pela aposentadoria.

## Seleção catalã
Não tendo sido convocado nenhuma vez para defender a Seleção Espanhola, Belenguer atuou em 5 jogos pela Seleção da Catalunha entre 2006 e 2008, não tendo feito nenhum gol.

## Compra de ações do Tondela
Em novembro de 2018, Belenguer comprou a maioria das ações do Tondela, tornando-se presidente da Sociedade Anónima Desportiva (SAD) da agremiação.

## Títulos
Betis
- Segunda Divisão Espanhola: (2010–11)